# Abborrtjärnen (Arvidsjaurs socken, Lappland, 731782-162506)
Abborrtjärnen är en sjö i Arvidsjaurs kommun i Lappland och ingår i Byskeälvens huvudavrinningsområde.